# Peter Ester
Peter Ester (Utrecht, 5 juni 1953 – Baarn, 11 december 2022) was een Nederlands socioloog en politicus voor de ChristenUnie. Van 7 juni 2011 tot 11 december 2022 was hij lid van de Eerste Kamer der Staten-Generaal voor die partij.

## Loopbaan
Ester studeerde van 1970 tot 1976 sociologie aan de Rijksuniversiteit Utrecht en promoveerde in 1984 in de economische wetenschappen aan de Erasmus Universiteit Rotterdam.
Van 1976 tot 1984 verrichtte hij wetenschappelijk werk aan de Vrije Universiteit Amsterdam. Van 1984 tot 1989 had hij een leidinggevende functie bij het Sociaal en Cultureel Planbureau en van 1989 tot 1999 was hij hoogleraar in de sociologie aan de Katholieke Universiteit Brabant.
Vervolgens was hij tweemaal directeur van een onderzoekinstituut, van 1991 tot 1998 van het Instituut voor Sociaal-Wetenschappelijk Onderzoek en Advies (IVA) en van 1999 tot 2010 van de Organisatie voor Strategisch Arbeidsmarktonderzoek (OSA).
Namens laatstgenoemde was hij voor een korte periode tot november 2009 bijzonder hoogleraar arbeid, cultuur en beleid aan de Universiteit Utrecht. Ook was hij sinds begin 2010 lector arbeidsmarktvraagstukken aan de Hogeschool Rotterdam.
Op 7 juni 2011 werd hij lid van de Eerste Kamer der Staten-Generaal en dit bleef hij tot zijn overlijden in 2022. In de Kamer hield hij zich bezig met economische zaken, landbouw, sociale zaken en werkgelegenheid, financiën, infrastructuur, milieu en Koninkrijksrelaties. Ook was hij afgevaardigde namens Nederland in het Benelux-parlement.
Ester heeft een heel scala aan nevenfuncties uitgeoefend. Zo maakte hij van 2007 tot 2008 deel uit van de Commissie Arbeidsparticipatie (in de wandelgangen Commissie-Bakker genoemd), die zich bezighield met het Nederlandse arbeidsbestel van de toekomst. Van 2009 tot 2011 was hij plaatsvervangend kroonlid van de Sociaal-Economische Raad (SER).

## Persoonlijk
Ester was getrouwd en woonde in Baarn. Hij was lid van de Protestantse Kerk in Nederland (PKN). Ester overleed na een lang ziekbed op 69-jarige leeftijd.